# Льгота-Велька (гмина)
Льгота-Велька (пол. Lgota Wielka) — сельская гмина (волость) в Польше, входит как административная единица в Радомщанский повет, Лодзинское воеводство. Население — 4455 человек (на 2004 год).

## Сельские округа
1. Брудзице
2. Длуге
3. Колёня-Льгота
4. Кремпа
5. Кшиванице
6. Льгота-Велька
7. Вевюрув
8. Воля-Блякова
9. Возники

## Соседние гмины
1. Гмина Добрышице
2. Гмина Клещув
3. Гмина Ладзице
4. Гмина Стшельце-Вельке
5. Гмина Сульмежице